# Wiktor Gieraszczenko
Wiktor Władimirowicz Gieraszczenko (ur. 21 grudnia 1937 w Leningradzie, zm. 11 maja 2025 w Moskwie).
Absolwent Moskiewskiego Instytutu Finansowego. Od 1982 kierownik zarządu Banku Współpracy Gospodarczej z Zagranicą ZSRR (później wiceprzewodniczący zarządu). Od 1989 do 1991 przewodniczący zarządu Banku Państwowego ZSRR. Od 1992 do 1994 prezes Banku Centralnego Federacji Rosyjskiej. Od 1993 wchodził w skład Rady Ministrów rządu Federacji Rosyjskiej i w skład Prezydium Rady Ministrów.